# Langur kasztanowy
Langur kasztanowy (Presbytis rubicunda) – gatunek ssaka naczelnego z podrodziny gerez (Colobinae) w obrębie rodziny koczkodanowatych (Cercopithecidae). 

## Zasięg występowania
Langur kasztanowy występuje endemicznie na Borneo zamieszkując w zależności od podgatunku:
- P. rubicunda rubicunda – langur kasztanowy – Borneo, południowo-wschodni Kalimantan (mniej więcej na południe od rzeki Mahakam i na wschód od rzeki Barito).
- P. rubicunda carimatae – langur karimatański – wyspa Karimata, niedaleko zachodniego Borneo.
- P. rubicunda chrysea – langur samotny – północno-wschodnie Borneo, ograniczony do bardzo małego obszaru we wschodniego stanu Sabah w pobliżu Kota Kinabatangan.
- P. rubicunda ignita – langur rdzawy – Borneo, w Sarawak, od rzeki Baram na granicy z Brunei i w Kalimantanie na południe do rzeki Kapuas; być może Brunei.
- P. rubicunda rubida – langur czerwonawy – Borneo, południowo-zachodni Kalimantan (mniej więcej na południe od rzeki Kapuas i na zachód od rzeki Barito).

## Taksonomia
Gatunek po raz pierwszy naukowo opisał w 1838 roku niemiecki przyrodnik Salomon Müller nadając mu nazwą Semnopithecus rubicundus. Holotyp pochodził z góry Sekumbang w południowym Kalimantan w Indonezji.
P. rubicunda jest blisko spokrewniony z P. melalophos, P. sumatrana, P. bicolor i P. mitrata z Sumatry oraz P. comata z Jawy. Między podgatunkami występuje duże ujednolicenie i zróżnicowanie barwy futra. Autorzy Illustrated Checklist of the Mammals of the World rozpoznają pięć podgatunków.

### Etymologia
- Presbytis: gr. πρεσβυτις presbutis „staruszka”, od πρεσβυτης presbutēs „starzec”; być może również od πρεσβυτερος presbuteros „senior, ksiądz”[11].
- rubicunda: łac. rubicundus „rudy, czerwony”, od rubere „być czerwonym”, od ruber „czerwony, rudy”[12].
- carimatae: wyspa Karimata, Borneo, Indonezja[3].
- chrysea: gr. χρυσος khruseos „złoty”, od χρυσος khrusos „złoty”[12].
- ignita: łac. ignitus „ognisty, rozjarzony”, od ignire „podpalić”, od ignis „ogień”[12].
- rubida: łac. rubidus „rudy, czerwony, ciemno-czerwony, rudawy”, od ruber „czerwony, rudy”[12].

## Morfologia
Długość ciała (bez ogona) samic 48–52 cm, samców 44–58 cm, długość ogona samic 68–73 cm, samców 63–80 cm; masa ciała samic 5,5–6 kg, samców 6–7 kg. 

## Status zagrożenia i ochrona
Status zagrożenia według IUCN w zależności od podgatunku przedstawia poniższa tabelka:
| Nazwa naukowa   | Status IUCN |
| --------------- | ----------- |
| P. r. rubicunda | VU          |
| P. r. carimatae | EN          |
| P. r. chrysea   | DD          |
| P. r. ignita    | VU          |
| P. r. rubida    | VU          |